# آریوگالا
آریوگالا (به لیتوانیایی: Ariogala) شهری در مرکز لیتوانی است.
این شهر بر روی رود دوبیسا قرار گرفته‌است، که از میان شهر می‌گذرد.